# Christoph Ludwig I. zu Stolberg-Stolberg
Graf Christoph Ludwig I. zu Stolberg-Stolberg (* 18. Juni 1634 in Rosenburg; † 7. April 1704 in Stolberg) war regierender Graf der zum Kurfürstentum Sachsen gehörigen Grafschaft Stolberg-Stolberg.

## Leben

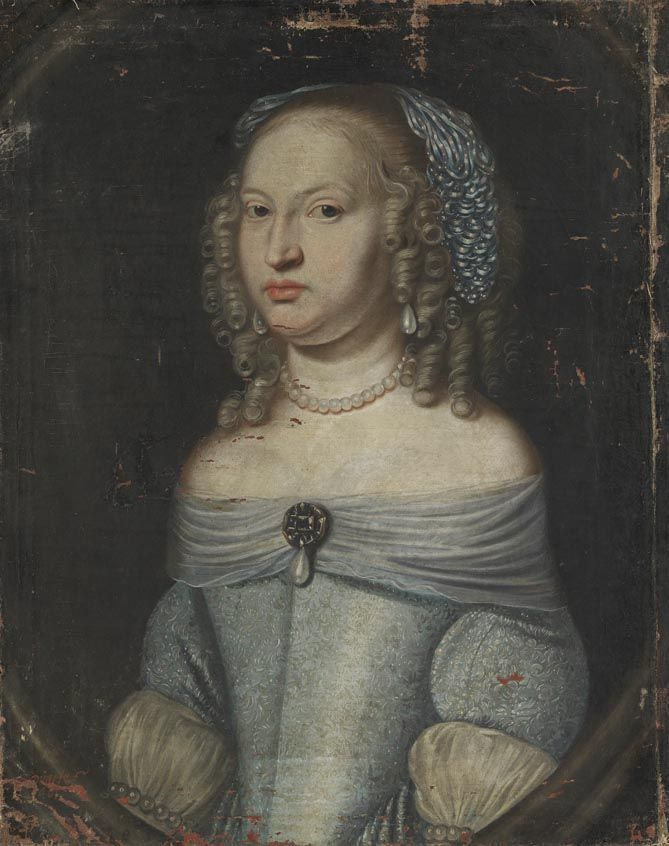
Landgräfin Luise Christine

Christoph Ludwig I. entstammte der deutschen hochadligen Familie der Grafen zu Stolberg. Er war Sohn des regierenden Grafen Johann Martin zu Stolberg (1594–1669) und dessen Ehefrau Agnes Elisabeth (1600–1651), die Tochter des Grafen Justus von Barby. Verheiratet war er seit 29. Oktober 1665 mit Landgräfin Luise Christine von Hessen-Darmstadt (1636–1697), der Tochter des Landgrafen Georg II. (1605–1661). Das Paar hatte acht Kinder:
- Georg (* 14. November 1666; † 17. Februar 1698),
- Karl (* 25. Januar 1668; † 2. Mai 1685),
- Sophie Eleonore (* 6. August 1669; † 3. November 1745),
- Johann Ludwig (* 6. November 1670; † 13. Mai 1685),
- Christoph Friedrich (1672–1738),
- Luise Christine (* 21. Januar 1675; † 16. Mai 1738),
- Jost Christian (1676–1739),
- Agnes Elisabeth (* 14. Dezember 1680; † 17. Dezember 1680).

Er regierte von 1669 bis zu seinem Tod 1704 über die Grafschaft Stolberg im Südharz.